# Newington (Folkestone and Hythe)
Pour les articles homonymes, voir Newington.
Newington est une localité du Royaume-Uni située dans le comté du Kent, district de Folkestone and Hythe.